# Calcipotriol
Calcipotriol ist eine künstlich hergestellte chemische Verbindung aus der Gruppe der Secosteroide. Sie wird in der Medizin als Arzneistoff zur äußerlichen Behandlung von Schuppenflechte (Psoriasis) eingesetzt. Calcipotriol ist ein synthetischer Abkömmling (Derivat) des Calcitriols.

## Klinische Angaben

### Anwendungsgebiete (Indikationen)
Äußerlich zur Behandlung der Schuppenflechte (Psoriasis): C. normalisiert das Zellwachstum und die Teilungsaktivität der Hautzellen.
Neuere Studien deuten darauf hin, dass Calcipotriol auch bei Alopecia areata wirksam sein könnte.

### Gegenanzeigen (Kontraindikationen)
Erkrankungen mit Veränderungen des Calciumstoffwechsels, schwere Leber- und Nierenerkrankungen.

### Anwendung während Schwangerschaft und Stillzeit
Behandlung während Schwangerschaft und Stillzeit sollte vermieden werden, da keine Erfahrungen vorliegen.

### Unerwünschte Wirkungen (Nebenwirkungen)
Hautirritation (Rötung, Juckreiz, Brennen)

### Wirkungsmechanismus (Pharmakodynamik)
Die Wirkung wird über den Vitamin-D-Rezeptor vermittelt. Vitamin-D3-Derivate unterdrücken die Produktion pro-entzündlicher Zytokine, die im psoriatischen Entzündungsprozess eine Rolle spielen, und induzieren die Bildung antientzündlich wirkender Zytokine. Außerdem interferiert die Vitamin-D3-Signaltransduktion mit anderen Transkriptionsfaktoren, die als wichtig für die vermehrte Bildung von Entzündungsmediatoren bei Psoriasis vulgaris angesehen werden. Ein Hauptteil der antipsoriatischen Wirkung dürfte darin liegen, dass die Keratinozytenproliferation gehemmt und der Grad der Differenzierung erhöht wird.

## Sonstiges

### Kombinationstherapie

#### Calcipotriol und Betamethason
Eine fixe Kombination mit Kortikoiden ist insbesondere zu Beginn der Schuppenflechte-Behandlung sinnvoll, da ein schnellerer Wirkungseintritt erzielt werden kann und gleichzeitig mögliche irritative Hautveränderungen unterdrückt werden. Die nur einmal tägliche Therapie mit der fixen Kombination Calcipotriol / Betamethason hat eine sehr gute Praktikabilität und eine hohe Verträglichkeit. In der Leitlinie zur ärztlichen Behandlung der Kopfhaut-Psoriasis wird diese Fixkombination als Initialtherapie empfohlen.

#### Andere Kombinationen
Zu beachten ist die Gefahr der Wirkungsabschwächung bei gleichzeitiger Anwendung salicylathaltiger Keratolytika oder Dithranol-Präparationen sowie eine mögliche Steigerung lokal irritierender Effekte bei Kombination mit Vitamin-A-Derivaten (Tazaroten).
Arzneimittelinteraktionen: Bei gleichzeitiger systemischer Anwendung mit Calcium oder Vitamin D3 sollte der Serumcalciumspiegel regelmäßig kontrolliert werden, ebenso bei Arzneimitteln, die den Calciumspiegel im Serum erhöhen können.
Therapieempfehlung: Bei der Lokaltherapie, insbesondere der Erhaltungstherapie bei der leichten bis mittelschweren Psoriasis vulgaris, sind die Vitamin-D3-Derivate Mittel der ersten Wahl. In den ersten Wochen der Behandlung ist eine Kombination mit topischen Kortikoiden als fixe Kombination bezüglich Wirksamkeit und Verträglichkeit der Monotherapie überlegen.

### Geschichtliches
1992 wurde das erste Vitamin-D3-Analogon Calcipotriol zur topischen Behandlung der leichten bis mittelschweren Psoriasis vulgaris zugelassen. 2002 erfolgte die Zulassung des fixen Kombinationspräparates Calcipotriol/Betamethason zur Initialbehandlung einer Psoriasis vulgaris.

## Handelsnamen
- Monopräparate: Daivonex, Psorcutan
- Kombinationspräparate: Daivobet (Gel bzw. Salbe), Psorcutan Beta, Xamiol (Gel), Enstilar (Schaum)